# Dolní Předměstí (Valašské Meziříčí)
Dolní Předměstí (německy Untere Vorstadt) je bývalé předměstí ve Valašském Meziříčí ve Zlínském kraji. Pod názvem Valašské Meziříčí-Dolní Předměstí se do roku 1974 také jednalo o samostatné katastrální území.

## Historie
Dolní Předměstí vzniklo v 16. století na pravém břehu Rožnovské Bečvy, zatímco samotné město i s Horním Předměstím se nacházelo na břehu levém. Urbanisticky tak navazovalo na Krásno nad Bečvou. Jeho jádro tvořila dnešní ulice Vrbenská a počátek ulice Kupkovy, v jejichž průsečíku byla na návsi v roce 1831 postavena kaple svatého Rocha. Součástí předměstí také byla jižní strana dnešních ulic Na Tržnici a Zašovské, a rovněž zástavba dnešní ulice Hemy. Mezi ulicemi Vrbenská/Kupkova a Hemy se nacházel mlýn, po polovině 20. století byl celý tento prostor zastavěn továrními výrobními objekty. Převážná část jádra Dolního Předměstí byla zbořena v 60. letech 20. století.
Samostatné katastrální území Valašské Meziříčí-Dolní Předměstí bylo zrušeno v roce 1974 a jeho plocha byla přičleněna ke katastru Krásna nad Bečvou.

## Pamětihodnosti
- kaple svatého Rocha z roku 1831
- vlastní funkcionalistický rodinný dům architekta Bohumíra Kupky z roku 1933
- barokní městský dům
- kříž

## Galerie

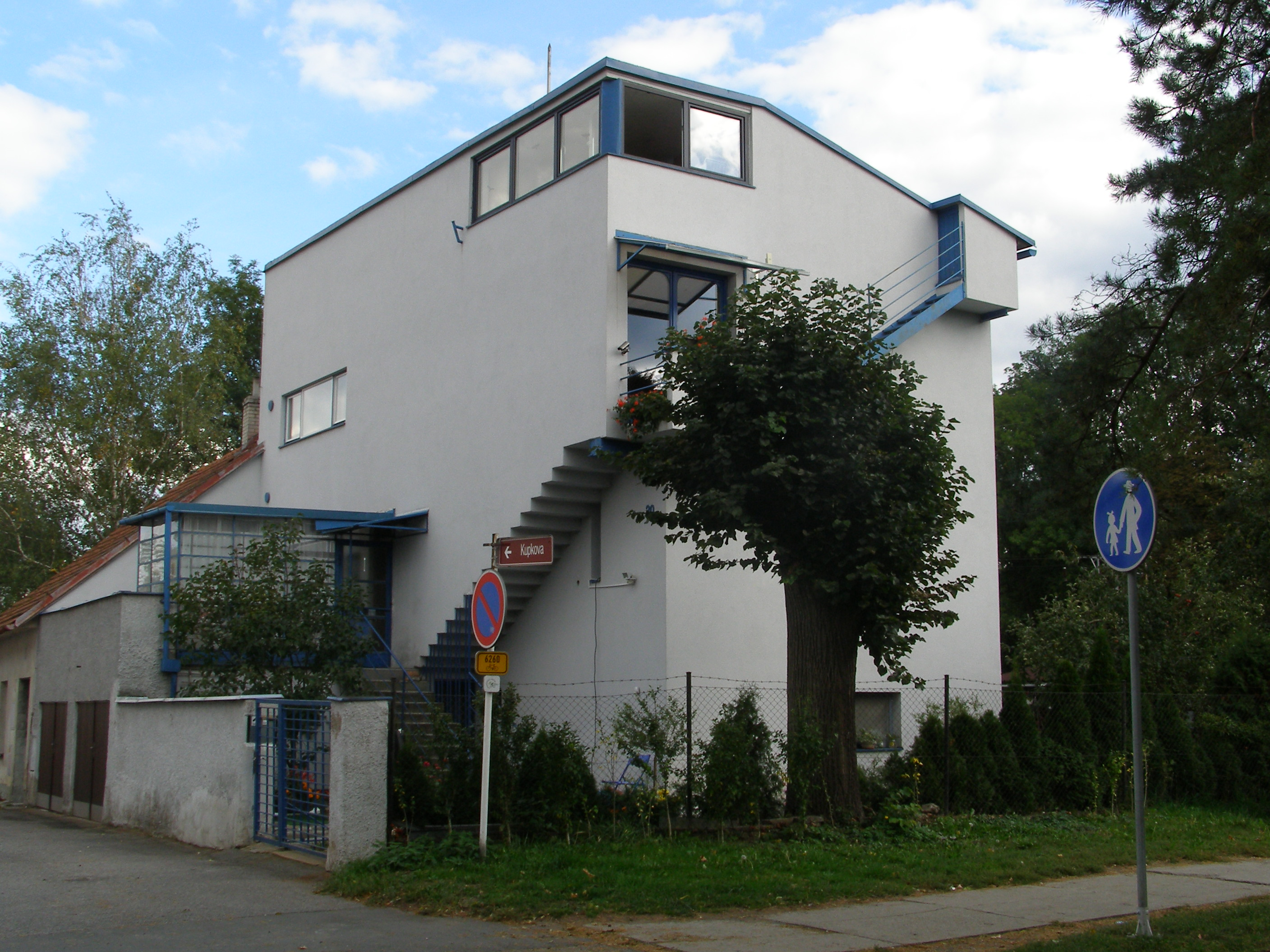
Dům Bohumíra Kupky
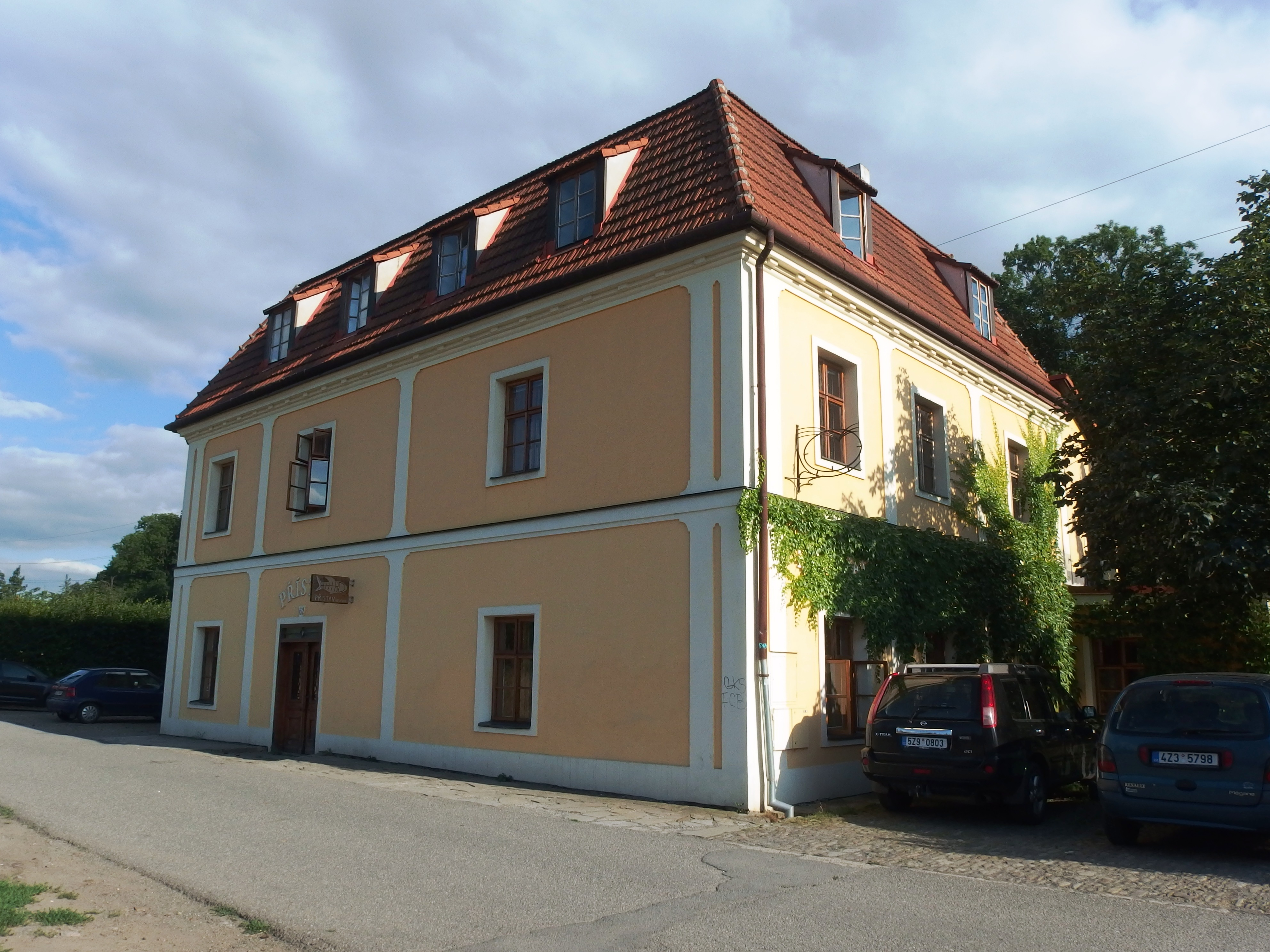
Barokní městský dům
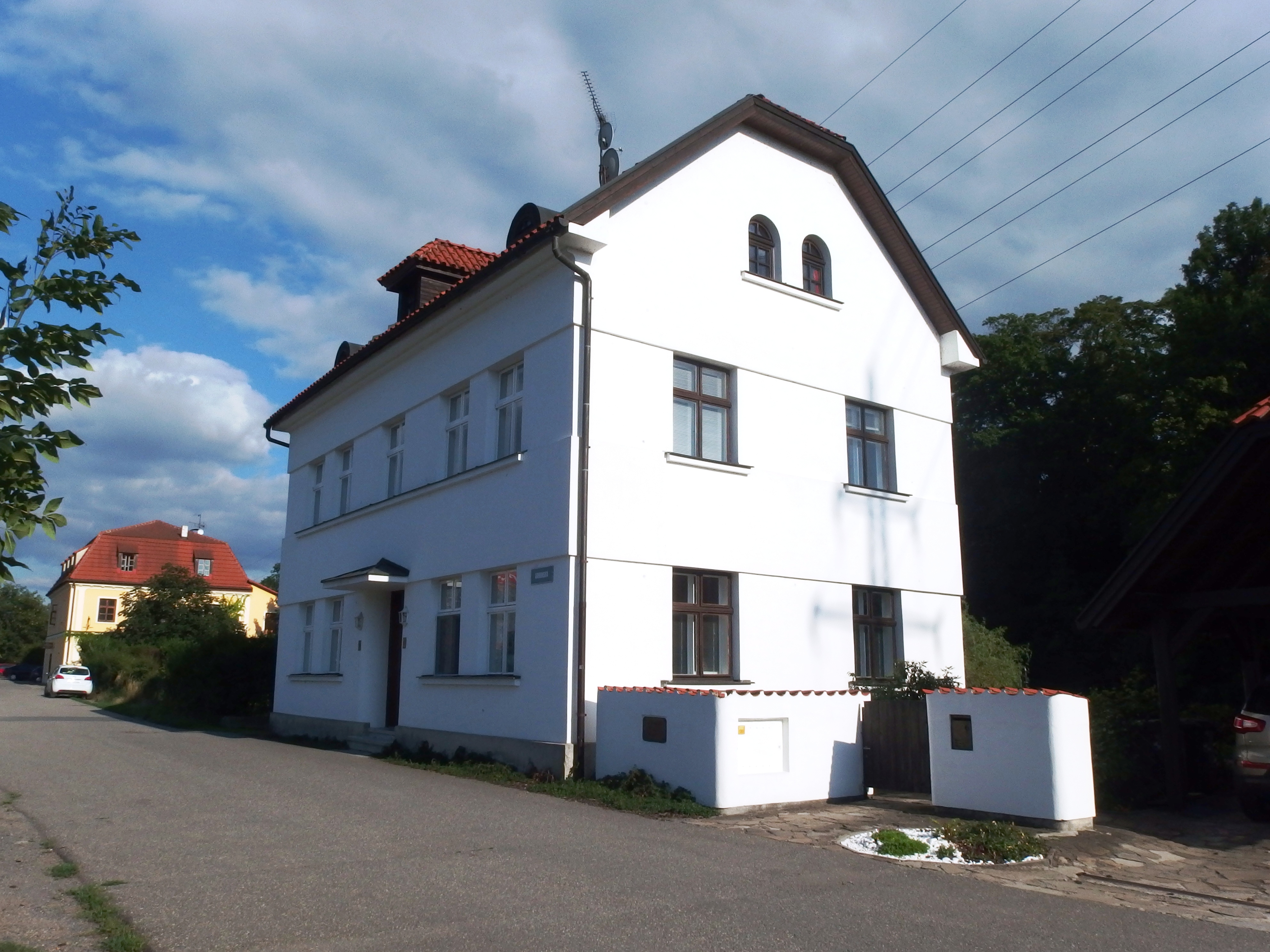
Pozůstatek zástavby Dolního Předměstí
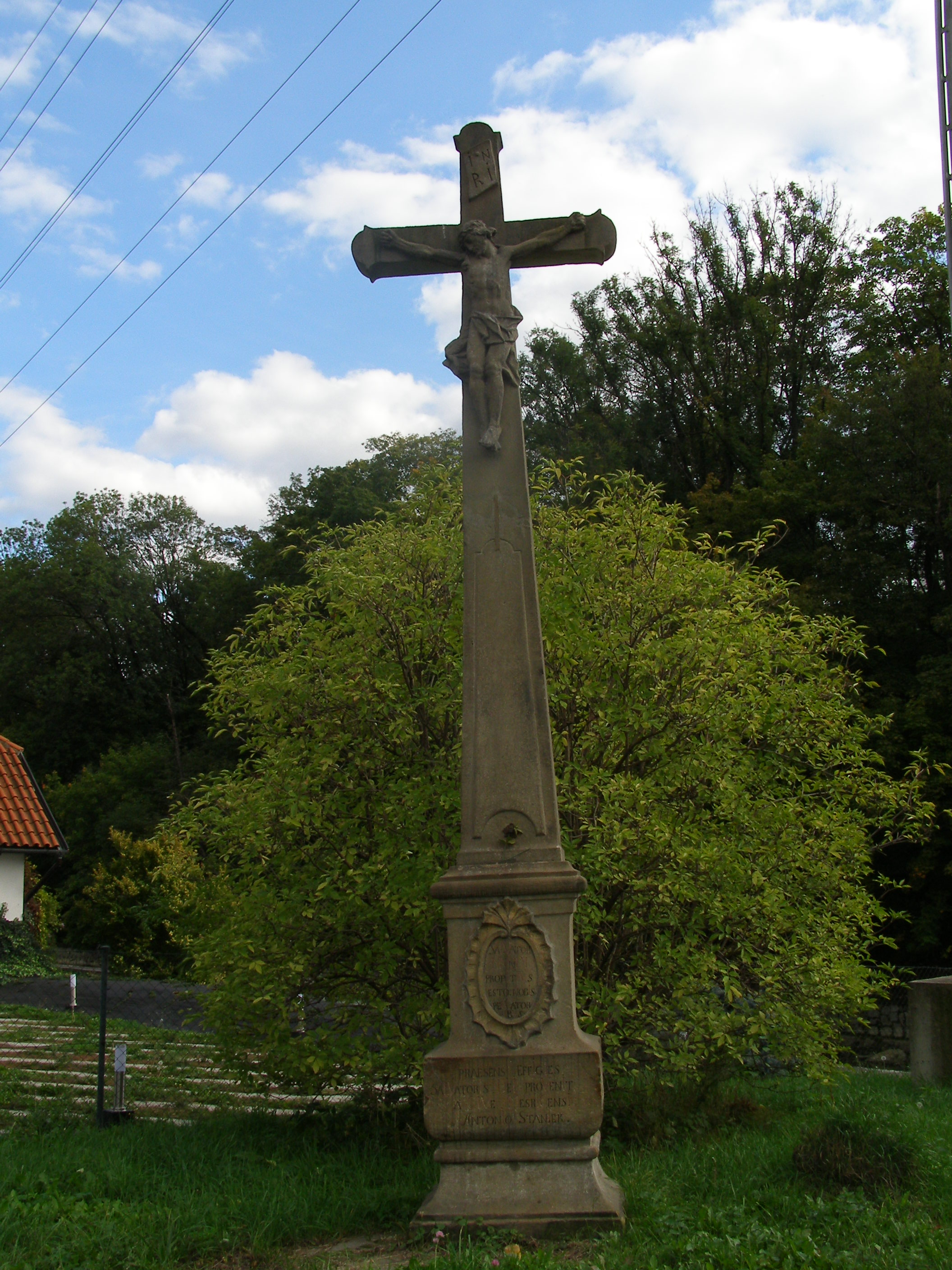
Kříž v ulici Vrbenská